# Hugo Rossi

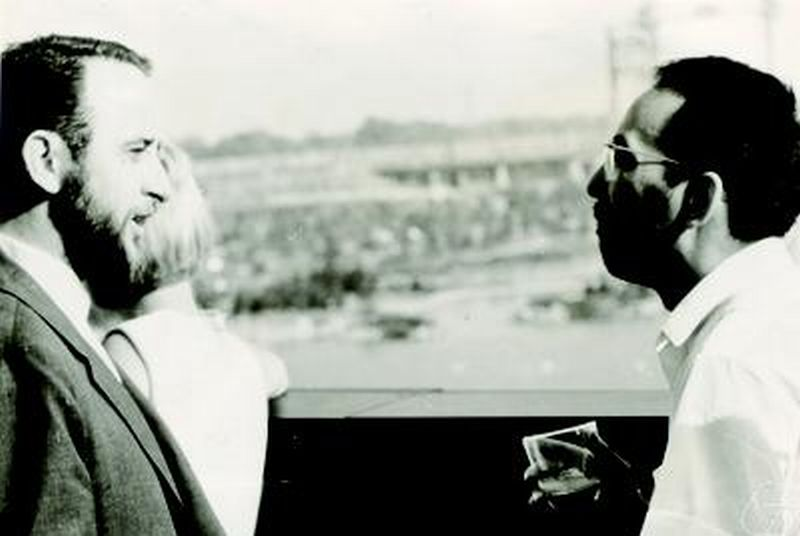
Hugo Rossi (links) mit Weishu Shih, Montreal 1967

Hugo Rossi (* 17. April 1935 in Boston) ist ein US-amerikanischer Mathematiker, der sich mit komplexer Analysis befasst.
Rossi studierte am City College of New York mit dem Bachelor-Abschluss 1956 sowie am Massachusetts Institute of Technology mit dem Master-Abschluss 1957 und der Promotion bei Isadore Singer 1960 (Maximality of algebras of holomorphic functions). 1960 wurde er Assistant Professor an der University of California, Berkeley und im selben Jahr an der Princeton University. 1963 wurde er Associate Professor und 1966 Professor an der Brandeis University. 1985 wurde er Professor an der University of Utah, wo er ab 1987 Dekan war.
1983/84 war er am Institute for Advanced Study. Von 1980 bis 1985 war er Herausgeber des Pacific Journal of Mathematics und von 1973 bis 1978 Mitherausgeber der Transactions of the American Mathematical Society. Er ist Fellow der American Mathematical Society. 1965 erhielt er ein Forschungsstipendium der Alfred P. Sloan Foundation (Sloan Research Fellowship).

## Schriften
- Topics in complex manifolds, Presses de l´Université de Montréal 1971
- mit Robert Gunning: Analytic functions of several complex variables, Prentice-Hall 1965
- Herausgeber: Prospects in Mathematics - Invited talks on the occasion of the 250th anniversary of Princeton University, American Mathematical Society 2008
- Advanced calculus - problems and applications to science and engineering, Benjamin 1970